# Liga Nacional de Birmania
La Liga Nacional de Birmania (en inglés: Myanmar National League o MNL) es la categoría mayor de fútbol en Birmania.
El formato de liga ha cambiado desde 2009, ya que antes se jugaba con 14 equipos de la capital (Rangún) y 8 de las afueras del país. El primer campeón en el 2009 fue el Yadanarbon FC, venciendo al Yangon United FC.
La liga comienza a inicios de año, piensa expandirse con más equipos y se incluirá el descenso para la temporada 2014.

## Historia
El fútbol profesional ha existido en Birmania hace mucho tiempo, pero de manera limitada, en donde todos los equipos profesionales hasta 1996 eran de Rangún. Desde ahí se comenzó la idea de una liga profesional, relanzada como Myanmar National League (MNL), aunque la liga continuaba efectuando sus partidos en Rangún.
La Federación de Fútbol de Birmania autorizó el lanzamiento de la liga en febrero del 2008 y los clubes aceptaron participar en diciembre de ese año. A cada equipo se le permitiría firmar 5 jugadores extranjeros y se les exoneraba del pago de impuestos para los primeros 3 años para tener recursos para fortalecerse.

## Equipos para la temporada 2023
| Equipo                | Ciudad    | Estadio                      | Capacidad |
| --------------------- | --------- | ---------------------------- | --------- |
| Ayeyawady United FC   | Rangún    | Thuwunna YTC Stadium         | 32 000    |
| Dagon FC              | Rangún    | Yangon United Sports Complex | 3500      |
| Chinland GFA          | Chin      | ClareHall Chinknese          | 4000      |
| Hanthawaddy United FC | Bago      | Grand Royal Stadium          | 7000      |
| ISPE FC               | Mandalay  | Estadio Mandalarthiri        | 31 270    |
| Kachin United FC      | Myitkyina | Yangon United Sports Complex | 3500      |
| Mahar United FC       | Monywa    | Monywa Stadium               | 5000      |
| Myawady FC            | Naipyidó  | Estadio Wunna Theikdi        | 30 000    |
| Rakhine United FC     | Sittwe    | Wai Thar Li Stadium          | 7000      |
| Shan United FC        | Taunggyi  | Taunggyi Stadium             | 7000      |
| Yadanarbon FC         | Mandalay  | Bahtoo Stadium               | 17 000    |
| Yangon United FC      | Rangún    | Yangon United Sports Complex | 3500      |

## Palmarés

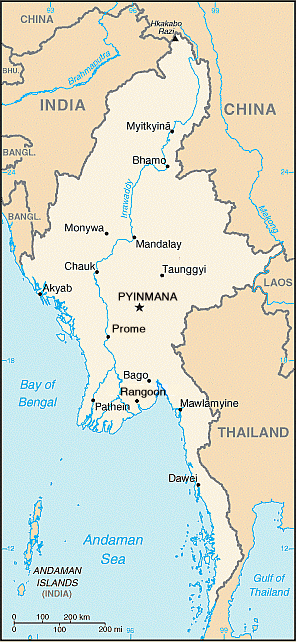
Birmania.

### Liga Premier de Birmania[1]
| Temporada               | Campeón                 | Subcampeón              |
| Liga Premier de Myanmar | Liga Premier de Myanmar | Liga Premier de Myanmar |
| ----------------------- | ----------------------- | ----------------------- |
| 1996                    | Finance and Revenue FC  |                         |
| 1997                    | Finance and Revenue FC  |                         |
| 1998                    | Yangon City Development |                         |
| 1999                    | Finance and Revenue FC  |                         |
| 2000                    | Finance and Revenue FC  |                         |
| 2001                    | Commerce FC             |                         |
| 2002                    | Finance and Revenue FC  |                         |
| 2003                    | Finance and Revenue FC  |                         |
| 2004                    | Finance and Revenue FC  |                         |
| 2005                    | Finance and Revenue FC  |                         |
| 2006                    | Finance and Revenue FC  |                         |
| 2007                    | Finance and Revenue FC  |                         |
| 2008                    | Finance and Revenue FC  |                         |
| 2009                    | Commerce FC             |                         |

### Liga Nacional de Birmania
| Temporada               | Campeón                 | Subcampeón              |
| Myanmar National League | Myanmar National League | Myanmar National League |
| ----------------------- | ----------------------- | ----------------------- |
| 2009                    | Yadanarbon FC           | Ayeyawady United FC     |
| 2010                    | Yadanarbon FC           | Zeyar Shwe Myay FC      |
| 2011                    | Yangon United FC        | Ayeyawady United FC     |
| 2012                    | Yangon United FC        | Shan United FC          |
| 2013                    | Yangon United FC        | Nay Pyi Taw FC          |
| 2014                    | Yadanarbon FC           | Yangon United FC        |
| 2015                    | Yangon United FC        | Yadanarbon FC           |
| 2016                    | Yadanarbon FC           | Yangon United FC        |
| 2017                    | Shan United FC          | Yangon United FC        |
| 2018                    | Yangon United FC        | Shan United FC          |
| 2019                    | Shan United FC          | Ayeyawady United FC     |
| 2020                    | Shan United FC          | Hanthawaddy United FC   |
| 2021                    | No disputado            | No disputado            |
| 2022                    | Shan United FC          | Yangon United FC        |
| 2023                    | Shan United FC          | Yangon United FC        |
| 2024-25                 | Shan United FC          | Yangon United FC        |

## Títulos por club
- Se considera desde 2009.
| Club                             | Campeón | Años campeón                          | Subcampeón | Años subcampeón                       |
| -------------------------------- | ------- | ------------------------------------- | ---------- | ------------------------------------- |
| Shan United FC                   | 6       | 2017, 2019, 2020, 2022, 2023, 2024-25 | 2          | 2012, 2018                            |
| Yangon United FC                 | 5       | 2011, 2012, 2013, 2015, 2018          | 6          | 2014, 2016, 2017, 2022, 2023, 2024-25 |
| Yadanarbon FC                    | 4       | 2009, 2010, 2014, 2016                | 1          | 2015                                  |
| Ayeyawady United FC (Delta Utd.) | -       | ---                                   | 3          | 2009, 2011, 2019                      |
| Zeyar Shwe Myay FC               | -       | ---                                   | 1          | 2010                                  |
| Nay Pyi Taw FC                   | -       | ---                                   | 1          | 2013                                  |
| Hanthawaddy United FC            | -       | ---                                   | 1          | 2020                                  |

## Goleadores
| Temporada |                            | Jugador(es)                | Equipo(s)             | Goles |
| 2009      | Bandera de Birmania        | Yan Paing                  | Yadanabon FC          | 8     |
| 2009-10   | Bandera de Birmania        | Soe Min Oo                 | Kanbawza FC           | 12    |
| 2010      | Bandera de Camerún         | Jean-Roger Lappé-Lappé     | Hanthawaddy United FC | 20    |
| 2011      | Bandera de Nigeria         | Obi Ikechukwu Charles      | Yangon United FC      | 18    |
| 2012      | Bandera de Serbia          | Saša Ranković              | Zeyashwemye FC        | 20    |
| 2013      | Bandera de Brasil          | César Augusto Hermenegildo | Yangon United FC      | 20    |
| 2014      | Bandera de Brasil          | César Augusto Hermenegildo | Yangon United FC      | 26    |
| 2015      | Bandera de Brasil          | César Augusto Hermenegildo | Yangon United FC      | 28    |
| 2016      | Bandera de Birmania        | Win Naing Soe              | Yadanarbon FC         | 16    |
| 2016      | Bandera de Liberia         | Keith Martu Nah            | Yadanarbon FC         | 16    |
| 2016      | Bandera de Nigeria         | Christopher Chizoba        | Ayeyawady United FC   | 16    |
| 2017      | Bandera de Nigeria         | Christopher Chizoba        | Shan United FC        | 15    |
| 2017      | Bandera de Liberia         | Keith Martu Nah            | Ayeyawady United FC   | 15    |
| 2018      | Bandera de Uganda          | Joseph Mpande              | Hanthawaddy United FC | 18    |
| 2019      | Bandera de Birmania        | Win Naing Soe              | Yadanarbon FC         | 18    |
| 2020      | Bandera de Nigeria         | Raphel Success             | Ayeyawady United FC   | 16    |
| 2022      | Bandera de Birmania        | Yan Kyaw Htwe              | Ayeyawady United FC   | 14    |
| 2023      | Bandera de Costa de Marfil | Racheen Bello              | Shan United FC        | 13    |

## Clasificación histórica
| Pos. | Equipo                | PJ  | PG  | PE | PP  | GF  | GC  | DG   | Pts. |
| ---- | --------------------- | --- | --- | -- | --- | --- | --- | ---- | ---- |
| 1    | Yangon United FC      | 236 | 156 | 46 | 34  | 535 | 201 | +334 | 514  |
| 2    | Shan United FC        | 236 | 131 | 63 | 42  | 413 | 213 | +200 | 456  |
| 3    | Yadanarbon FC         | 236 | 128 | 58 | 50  | 457 | 249 | +208 | 448  |
| 4    | Ayeyawady United FC   | 236 | 109 | 69 | 58  | 408 | 304 | +104 | 396  |
| 5    | Magwe FC              | 236 | 94  | 69 | 73  | 337 | 290 | +47  | 351  |
| 6    | Zeyar Shwe Myay FC    | 170 | 80  | 41 | 49  | 282 | 217 | +65  | 281  |
| 7    | Hanthawaddy United FC | 214 | 70  | 61 | 83  | 271 | 294 | -23  | 271  |
| 8    | Zwegapin United FC    | 222 | 59  | 37 | 126 | 231 | 409 | -178 | 214  |
| 9    | Southern Myanmar FC   | 214 | 48  | 54 | 112 | 212 | 378 | -166 | 198  |
| 10   | Nay Pyi Taw FC        | 156 | 52  | 32 | 72  | 207 | 235 | -28  | 188  |
| 11   | Rakhine United FC     | 180 | 46  | 50 | 84  | 219 | 298 | -79  | 182  |
| 12   | Manawmye FC           | 134 | 37  | 31 | 66  | 146 | 217 | -71  | 141  |
| 13   | Chin United FC        | 114 | 22  | 18 | 74  | 125 | 254 | -129 | 84   |
| 14   | Chinland FC           | 88  | 16  | 19 | 53  | 79  | 160 | -81  | 67   |
| 15   | Sagaing United FC     | 44  | 12  | 12 | 20  | 63  | 82  | -19  | 48   |
| 16   | Dagon FC              | 22  | 5   | 3  | 14  | 29  | 46  | -17  | 18   |
| 17   | Mawyawadi FC          | 26  | 1   | 6  | 19  | 8   | 74  | -66  | 9    |
| 18   | Horizon FC            | 22  | 1   | 4  | 17  | 19  | 59  | -40  | 7    |
| 19   | Myawady FC            | 22  | 0   | 2  | 20  | 12  | 66  | -54  | 2    |